# Sierra-Nevadamierpitta
De Sierra-Nevadamierpitta (Grallaria spatiator) is een zangvogel uit de familie Grallariidae (mierpitta's). De vogel werd in 1898 als soort beschreven door de Amerikaanse dierkundige Outram Bangs. Dit taxon werd lang als ondersoort beschouwd, maar staat sinds 2021 als aparte soort op de IOC World Bird List.

## Verspreiding en leefgebied
De soort komt voor in de Sierra Nevada de Santa Marta in het noorden van Colombia.